# Bezlik

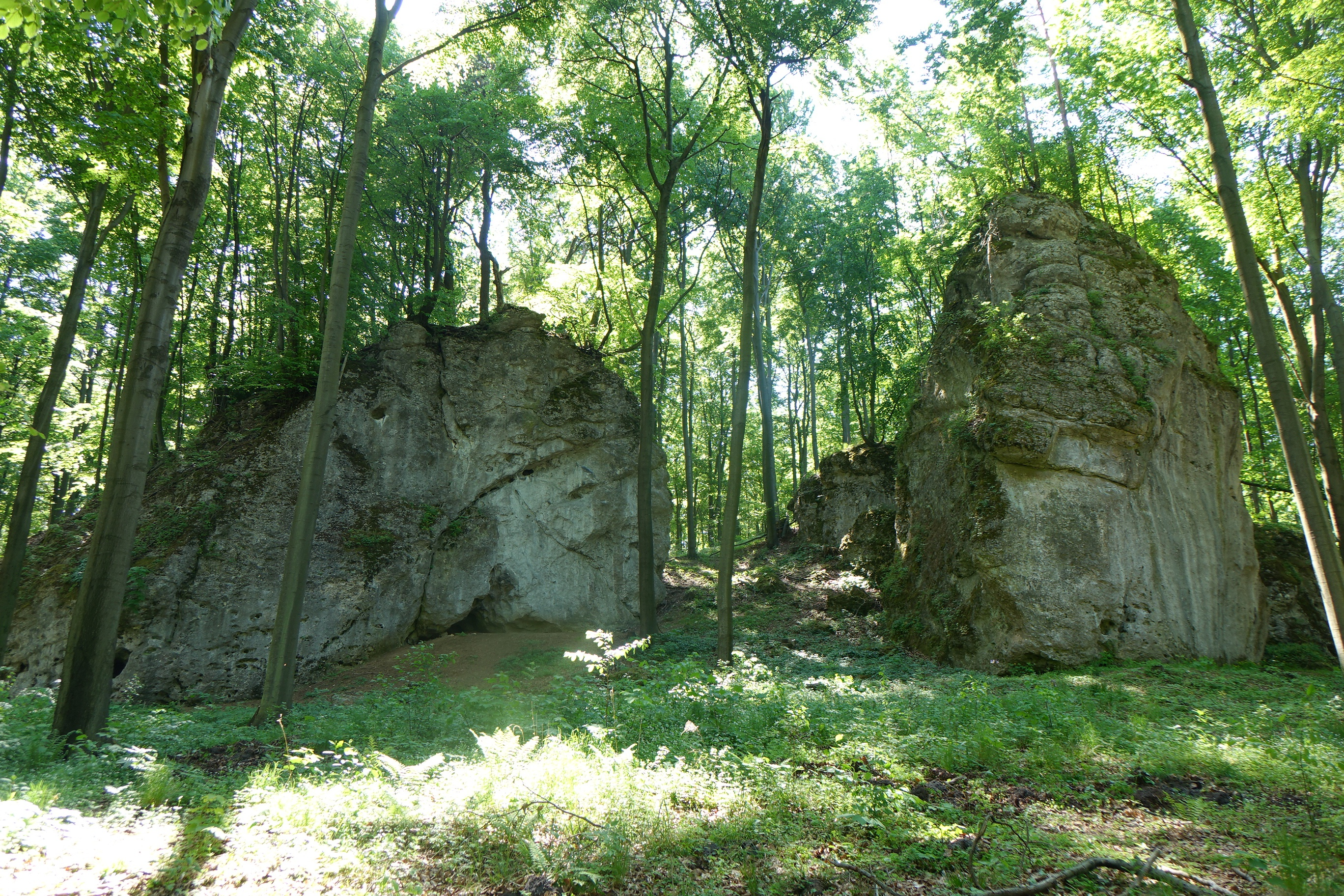
Skała Pustelnik i Bezlik (po prawej stronie)

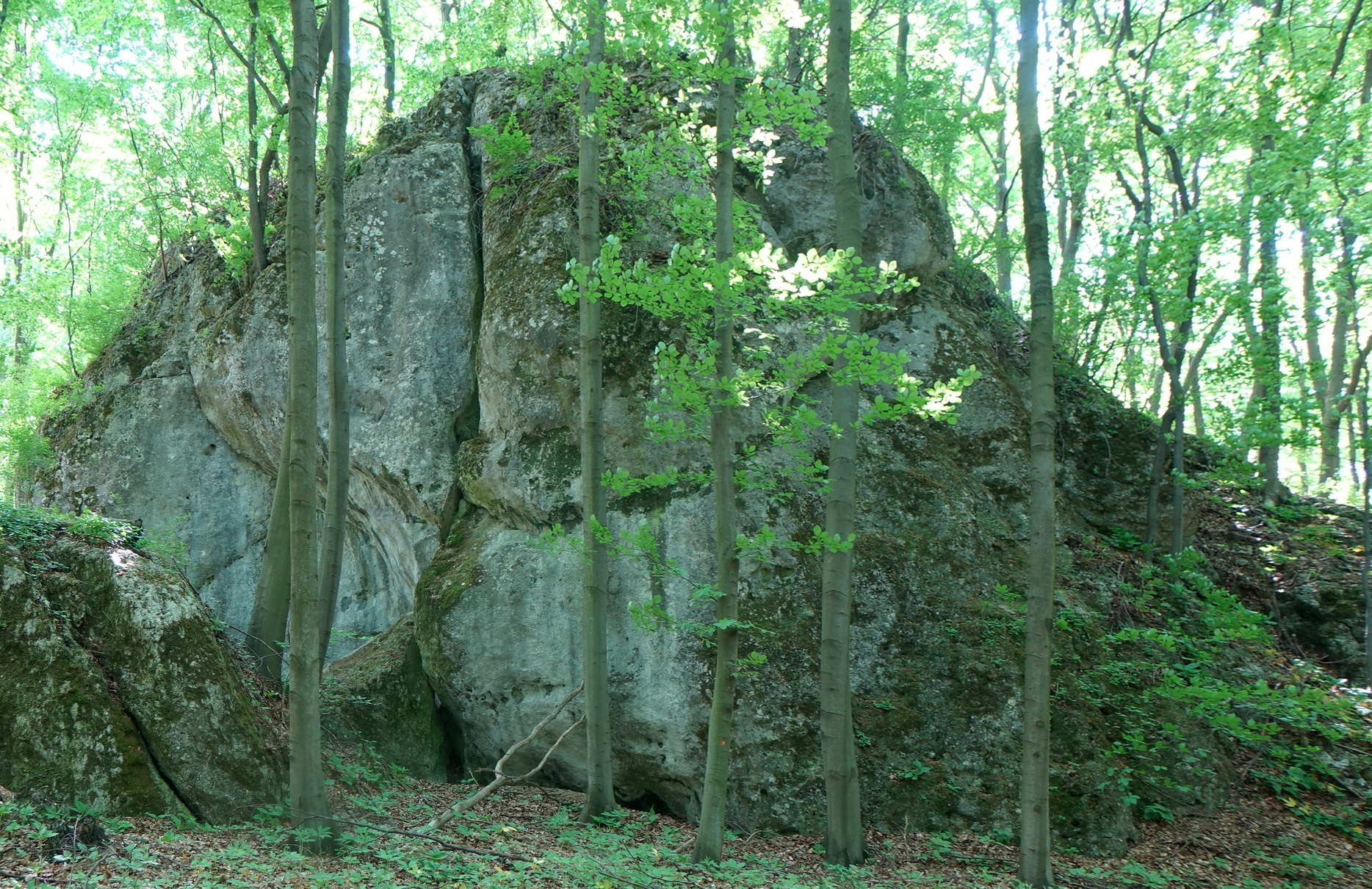
Bezlik

Bezlik – skała na Wyżynie Częstochowskiej w obrębie Wyżyny Krakowsko-Częstochowskiej. Znajduje się w lesie po północnej stronie zabudowanego obszaru Zastudnia (część wsi Suliszowice), administracyjnie w obrębie wsi Siedlec w powiecie częstochowskim, w gminie Janów. W rzadkim lesie na zboczu wzniesienia jest grupa kilku skał, na których uprawiana jest wspinaczka skalna. Bezlik wraz ze Skałą Pustelnika znajduje się na północnym stoku tego wzniesienia. Czasami obydwie te skały opisywane są pod jedną nazwą jako Skały Pustelnika.
Bezlik to zbudowany z twardych wapieni skalistych ostaniec o pionowych ścianach wysokości do 18 m. Jest na nim 8 dróg wspinaczkowych o trudności od VI.1 do VI.4 w skali Kurtyki, wszystkie z 2011 r. Wszystkie drogi mają zamontowane stałe punkty asekuracyjne: ringi i stanowiska zjazdowe (st).
1. Królowa Margot; 8r + st, VI.2+, 18 m
2. Filar Małopolski; 7r + st, VI.4, 18 m
3. Projekt;
4. Projekt;
5. Rysa na Skale Pustelnika; 2r, VI.2, 14 m
6. Batman i Robin; 6r + st, VI.3/3+, 16 m
7. Teamwork; 6r + st, VI.3+/4, 16 m
8. Dzikie Jury; 5r + st, VI.2, 12 m
9. Szustek; 4r + st, VI.1+, 12 m
10. Bezlik miłości; 4r + st, VI.2+, 11 m
11. Tron; 3r + st, VI+, 9 m[4].

W Bezliku znajduje się Schronisko z Dzikiem.